# Die Geschichten des verstorbenen Iwan Petrowitsch Belkin

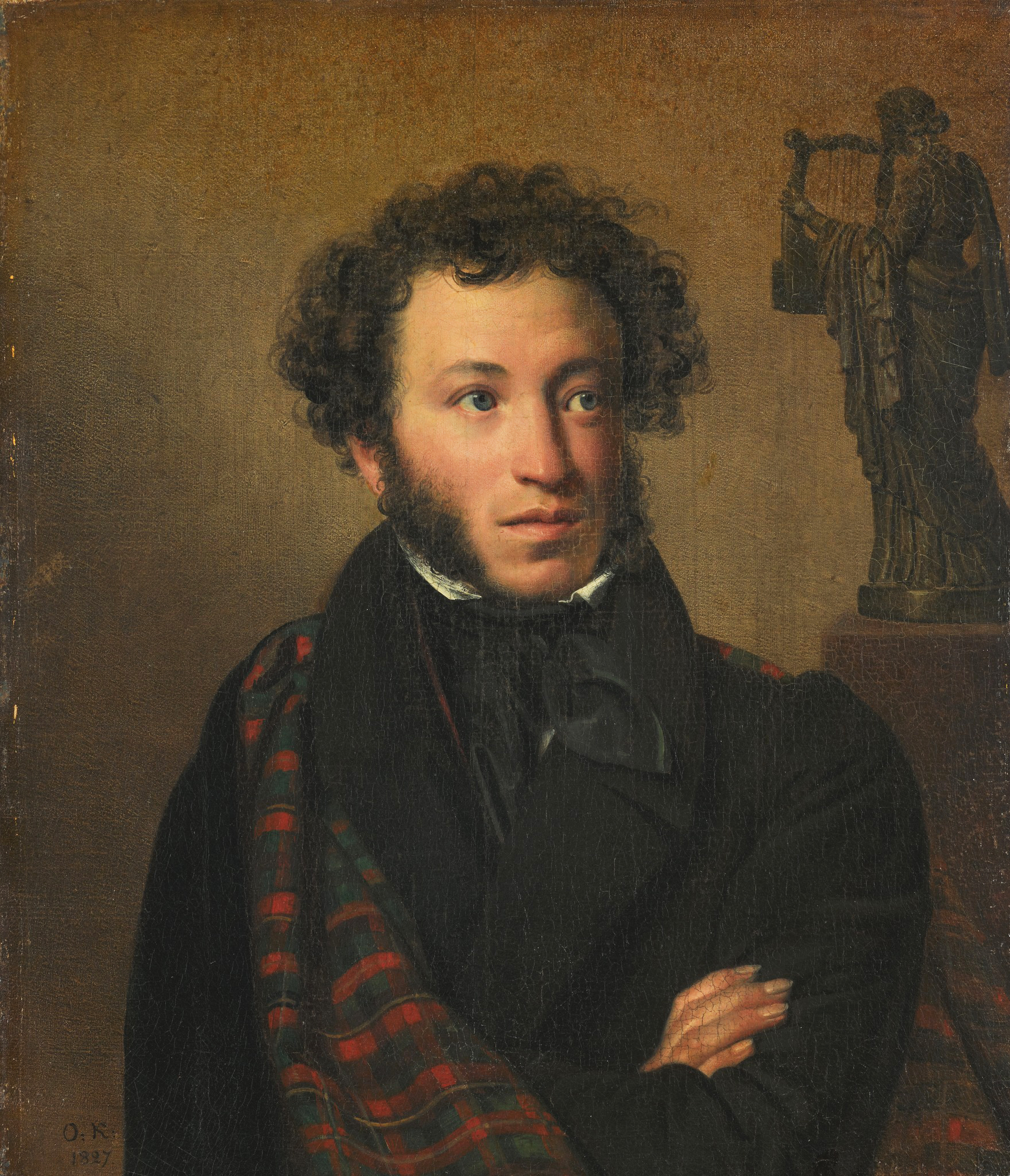
Alexander Puschkin

Die Geschichten des verstorbenen Iwan Petrowitsch Belkin (russisch Повести покойного Ивана Петровича Белкина Powesti pokoinowo Iwana Petrowitscha Belkina) ist der Titel einer Sammlung von Erzählungen (Powesti) des russischen Schriftstellers Alexander Puschkin (1799–1837). Die Geschichten entstanden im Herbst 1830 und waren das erste abgeschlossene Prosawerk des Dichters.

## Entstehungsgeschichte
Im Mai 1830 verlobte sich Alexander Puschkin mit Natalja Gontscharowa (1812–1863). Aus Anlass der bevorstehenden Hochzeit übertrug ihm sein Vater einen Teil des Gutes Boldino im Gouvernement Nischni Nowgorod. Dorthin begab er sich Ende August, um die Teilung und Übernahme des Besitzes zu regeln. Seine geplante Rückkehr nach Moskau wurde durch den Ausbruch der Cholera und die dadurch notwendig gewordenen Quarantänemaßnahmen verhindert. Er war gezwungen, auf Boldino zu bleiben, und diese Zeit in der ländlichen Abgeschiedenheit wurde seine schöpferischste Schaffensperiode. In den knapp drei Monaten von seiner Ankunft am 22. Augustjul. / 3. September 1830greg. bis zur Abreise Ende November schrieb er Die Geschichten des verstorbenen Iwan Petrowitsch Belkin, die dramatischen Szenen Der geizige Ritter, Mozart und Salieri, Das Gelage während der Pest und Der steinerne Gast (ursprünglicher Titel Don Juan). Er verfasste an die dreißig Gedichte in unterschiedlichen Vers- und Strophenformen und die Verserzählung Das Häuschen in Kolomna. Er begann Die Geschichte des Dorfes Gorjuchino und beendete die erste Fassung des Versromans Eugen Onegin.

## Inhalt
- Vorwort: Puschkin gibt vor, lediglich der Herausgeber der Erzählungen zu sein. Der wahre Verfasser, so schreibt er, sei der verstorbene Gutsbesitzer Iwan Petrowitsch Belkin, der diese Geschichten von anderen Leuten gehört und dann aufgezeichnet habe. Das Vorwort beinhaltet eine kurze ironische Lebensbeschreibung Belkins.
- Der Schuss: Das Duell zweier Offiziere wird unterbrochen und einige Jahre später auf ungewöhnliche Weise fortgesetzt.
- Der Schneesturm: Ein junges Mädchen entschließt sich, heimlich und gegen den Willen der Eltern einen jungen Leutnant zu heiraten; die Hochzeit gerät zur Tragikomödie.
- Der Sargschreiner: Ein angetrunkener Sargschreiner lädt die Verstorbenen („diejenigen, denen seine Arbeit gilt“) zur Einweihung seines Hauses ein; die Toten erscheinen ihm im Traum.
- Der Postmeister: Die einzige Tochter eines Postmeisters verlässt ihr Zuhause mit einem durchreisenden Husarenoffizier und ihr Vater bleibt verzweifelt zurück.
- Fräulein Bäuerin: Der Sohn eines reichen Gutsbesitzers verliebt sich in die Tochter eines verfeindeten Nachbarn, die sich ihm gegenüber jedoch als einfaches Bauernmädchen ausgibt.

## Stil
- „[…] es gibt keine unnötige Beschreibung und wenig Dialoge. Alles ist Handlung.“ (Rolf-Dietrich Keil)[2]
- „Puschkin […] gebraucht seine stilistischen Mittel sozusagen pianissimo.“[3]
- „[…] jedenfalls muß man Erzählungen so schreiben, einfach, kurz und klar.“ (Puschkin selbst über sein Werk)[4]

## Trivia
- 1940 entstand der deutsche Spielfilm Der Postmeister mit Heinrich George in der Titelrolle. Die Spielfilmhandlung weicht allerdings erheblich von Puschkins Original ab.
- 1964 entstand der sowjetische Spielfilm Der Schneesturm nach dem gleichnamigen Werk Puschkins unter der Regie von Wladimir Basow.
- Georgi Wassiljewitsch Swiridow komponierte das Orchesterwerk Der Schneesturm. Musikalische Illustrationen nach der Novelle von Puschkin (1975).
- Fräulein Bäuerin diente Leo Stein als literarische Vorlage für das Libretto zur Operette Polenblut von Oskar Nedbal.